# Dalby kloster

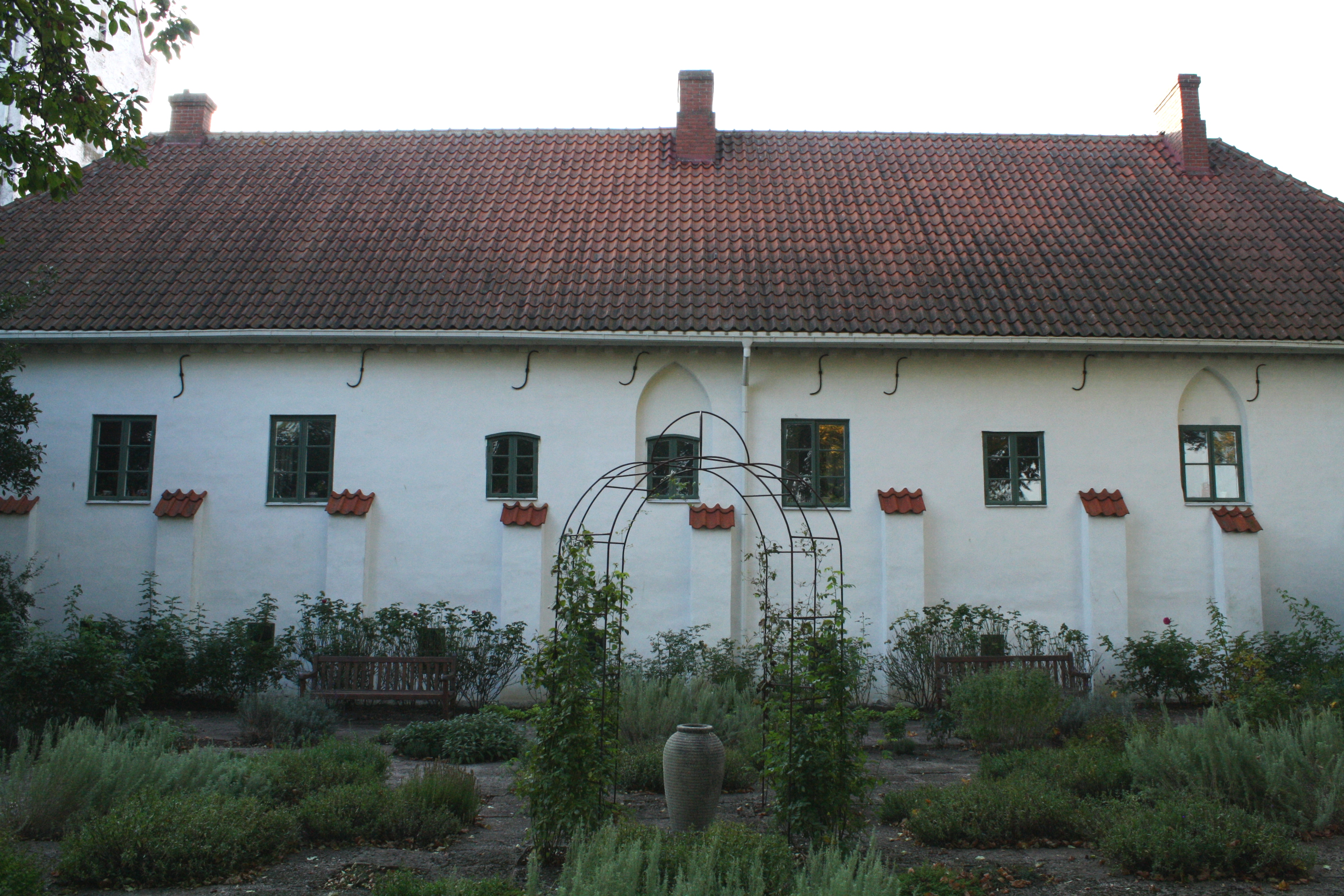
Huvudbyggnaden vid Dalby kungsgård som från omkr. år 1300 utgjorde västra längan i den fyrkantiga gård som var Dalby kloster

Dalby kloster (latin monasterium Dalbyense) var ett kloster beläget på en utlöpare av Romeleåsen i Dalby socken i nuvarande Lunds kommun, Skåne. 
Klostret grundades på 1060-talet av biskopen Egino som en gemenskap av reformerade kaniker vars uppgift var att sköta Dalby kyrka. Från 1200-talet ingick klostret i den danska augustinska ordensprovinsen. Vid medeltidens slut ägde det ca 450 gårdar och var därmed ett av de rikaste klostren i Danmark. Delar av det medeltida klostret ingår ännu i Dalby kungsgård, som ägs av svenska staten och förvaltas av Statens fastighetsverk.

## Historik
Adam av Bremen berättar att den danske kungen Sven Estridsson (regent 1047–1074) indelade Skåne i två stift med biskopssäten i Lund respektive Dalby. I Lund fanns redan en biskop vid namn Henrik, i Dalby placerades Egino. Detta anses ha inträffat år 1059. När Henrik dog omkring år 1066 tog Egino hans plats och de båda stiften förenades till ett. Egino lät då i Dalby, enligt Adam, inrätta "ett prosteri av bröder som lever regelrätt" (preposituram fratrum regulariter viventium). Med detta avses en grupp präster som lever ett klosterliknande liv under ledning av en föreståndare som benämns prost. Präster som tillsammans betjänar en större kyrka kallades på medeltiden kaniker (latin canonici); levde de ett klosterliknande liv med egendomsgemenskap kallades de regulära kaniker (latin canonici regulares). Under andra hälften av 1000-talet spreds regulära kaniker i Europa i anslutning till den gregorianska reformrörelsen och Dalby kloster är ett av de allra första kanikklostren i norra Europa.
Huvuduppgiften för kanikerna i Dalby var att betjäna Dalby kyrka. Väster om kyrkan och i omedelbar anslutning till denna fanns då minst två, sannolikt tre byggnader av sten. Dessa upptäcktes och undersöktes vid utgrävningar 1963–1966 och tolkades då som kungapalats för Sven Estridsson och hans söner. Tolkningen har sedan ifrågasatts. Oavsett byggnadernas ursprungliga huvudfunktion är det möjligt att kanikerna hade tillgång till utrymmen i dem för sovsal, matsal, förråd m.m. I alla händelser har inga andra byggnader för kanikernas behov hittats som stammar från tiden för klostrets grundande.
Enligt en hypotes av den danske forskaren Michael Gelting har kyrkan i Dalby fungerat som huvudkyrka för biskoparna av Lund och kaniker i Dalby som Lunds domkapitel ända till början av 1100-talet.

## Klostrets namn
I medeltida källor förekommer flera olika namn på klostret i Dalby. De äldsta dokumenterade namnen är "Den Dalbyensiska kyrkan" (latin Dalbyensis ecclesia) och "Heliga Korsets kyrka i Dalby" (latin Ecclesia sanctae Crucis de Dalby). Båda förekommer före 1123 och används till slutet av 1200-talet. Därefter blir den vanliga benämningen Dalby kloster (latin monasterium Dalbyense / claustrum Dalbyense).

### Från regulära kaniker till augustinkorherrar
Från och med 1090-talet började kanikkloster runt om i Europa följa Augustinregeln och kalla sig augustiner eller augustinkorherrar (latin canonici regulares ordinis sancti Augustini). Vissa av klostren slöt sig samman i ordensgemenskaper. Men det var först efter 1215, då Fjärde Laterankonciliet påbjöd att alla självständiga kloster i varje kungadöme eller provins skulle samlas till generalkapitel vart tredje år som alla kanikkloster inordnades i en ordensgemenskap. Vi vet inte när Dalby kloster började följa Augustinregeln. Att klostrets föreståndare på 1140-talet bytte titel från prost (praepositus) till prior kan möjligen ha med detta att göra. Det vi säkert vet är att Dalby kloster senast år 1275 ingick i en dansk provins av augustinkorherrekloster.

## Verksamhet
Mycket litet är känt om Dalby klosters verksamhet. Tack vare att man ingick i ett brödraskap med Lunds domkapitel och Allhelgonaklostret i Lund, finns dock vissa uppgifter bevarade i två av domkapitlets handskrifter, Necrologium Lundense och Liber daticus vetustior. Där finns avtalet om brödraskap, undertecknat 1136 av bland annat prosten Findor och prästen Hughlek från Dalby, vilket innebar att man skulle delta vid varandras begravningar och be för varandras avlidna. Där finns även namnen på 11 föreståndare, 89 prästbröder och 9 lekbröder som levde mellan 1123 och slutet av 1300-talet. I andra dokument finner man namnen på ytterligare 20 föreståndare och 9 prästbröder, vilket gör att vi sammanlagt känner namnen på 138 invånare i Dalby kloster. Hur många som fanns där i varje enskild tid är vanskligt att beräkna; det genomsnittliga antalet under 1100- och 1200-talen var sannolikt omkring 12.
Även om Dalby kloster inte var stort sett till antalet kaniker så var det betydelsefullt i ekonomiskt och politiskt avseende. Minst en dansk kung, Harald Hen (regent 1074–1080), blev begravd där. Den ovannämnda kaniken Hughlek verkar på 1140-talet ha blivit utnämnd till förste abbot för premonstratensklostret S:t Salvator i Lund. Två kaniker från Dalby deltog i ett kyrkomöte i Lund efter 1188. Klostret var också huvudort i ett birk – en egen rättskrets utanför häradsorganisationen – och dess föreståndare var domare. Minst sju socknar har tillhört klostret: Dalby, Hällestad, Bonderup, Brandstad, Grönby, Hassle-Bösarp och Fuglie. Det är möjligt att kanikerna själva skötte gudstjänstlivet i de närliggande kyrkorna i Bonderup och Hällestad. Man har också haft ett kapell i Hemmestorps by.
Hur godsmassan växte till går inte att följa, men vid medeltidens slut ägde klostret ca 450 gårdar runtom i Skåne. Dessa gårdar gav betydande inkomster. Under 1400-talet utnyttjades klostrets välstånd av adeln och kungen. Peder Axelsen av ätten som senare kallades Thott (död 1463), domprost i Lund, var "kommender" för klostret 1442–1463 vilket betyder att han förvaltade det samtidigt som han höll föreståndarämbetet vakant. Därefter hanterades klostret av kungen som en tillgång som han kunde förläna åt förtjänstfulla och pålitliga kyrkomän, formellt sett med ärkebiskopens godkännande. Klostret utnyttjades också av kungen för att föda upp hästar och hundar och för gästningar. I fredstid skulle där finnas 60 svenner med hästar för att värna klostrets egendomar och underlydande och i orostider måste det ställa soldater till kungens och rikets förfogande.

## Från reformationen fram till i dag
Dalby kloster förvaltades från 1530 av riddaren och riksrådet Anders Bentsen Bille (1477–1555), som fick klostret som län av Fredrik I. Senast år 1540 upplöstes klostret och dess gods konfiskerades av kronan. Klostertomten med kringliggande ägor blev kungsgård. Klostrets landbor blev kronobönder med arbetsplikt på kungsgårdens åkrar och fick i gengäld nedsatt kronoskatt. Till skillnad från övriga klostergods i Skåne, som efter hand övergick från den danska kronan till den lokala adeln genom godsbyten, behölls Dalby i kronans ägo. Den stuteriverksamhet som bedrevs vid klostret redan på 1400-talet fortsatte i danska kronans regi och övertogs av den svenska kronan efter freden i Roskilde 1658, då Dalby blev svensk kungsgård. Hästaveln i Dalby bedrevs i samverkan med Flyinge kungsgård och nådde sin kulmen under andra hälften av 1700-talet. Efter 1812 koncentrerades stuteriet till Flyinge och Dalby arrenderades ut av kronan. Boskapsskötsel och jordbruk fick sedan en mer framträdande roll i verksamheten än hästaveln. I dag har boskapsskötseln helt upphört och hästverksamheten är småskalig medan jordbruket står för största delen av gårdens inkomster. Det unika med Dalby kungsgård är att den inom sig bevarar så mycket av ett medeltida klosters centrala ägostruktur och byggnader.

## Byggnader och omgivning
Det äldsta klostret kan ha varit inrymt i de stenlängor från andra hälften av 1000-talet, ungefär samtida med Dalby kyrka, som konstaterades vid en utgrävning 1963–1966. Dessa byggnader förföll efter en brand och blev efter hand nedrivna från ca 1280 framåt. Vid ungefär samma tid började man uppföra ett kloster av mer traditionell trelängad typ som anslöt till Dalby kyrkas norra sida. Den västra av de tre längorna är till stor del bevarad och utgör i dag mangårdsbyggnad i Dalby kungsgård. Den östra längan ser man ruiner av på en teckning från ca 1750 och den är arkeologiskt belagd vid flera tillfällen, dock inte dess avslutning mot norr. Den norra längans läge är osäkert.

### Klosterkyrkan
En stor del av den medeltida klosterkyrkan är bevarad i form av den nuvarande Dalby kyrka.

### Den senmedeltida västra klosterlängan
Den västra klosterlängans exteriör har undersökts ingående i samband med en putsrenovering 1994. Dess äldsta delar är troligen från omkring är 1300. Längs bottenvåningens östra sida löper en välvd gång – en rest av en så kallad korsgång – med sex av sannolikt tio ursprungliga valv bevarade. Den norra och södra halvan av bottenvåningen verkar inte ha tillkommit samtidigt men det är oklart vilken del som är äldst. Klart är att en ursprunglig övervåning har förstörts av eld och ersatts med en ny redan på medeltiden. Det är känt att klostret och hela Dalby by drabbades svårt av en brand 1388, och det är möjligt att klostret även led skador under kung Karl Knutssons härjningar 1452. Efter medeltiden har smärre förändringar gjorts: huset har förlängts med 3,5 meter norrut, södra gaveln flyttades år 1762 någon meter norrut, flera fönster- och dörröppningar har murats igen och nya har tagits upp. Slutligen är marknivån på östra sidan förhöjd med nästan 1,5 meter. Vilka förändringar som har gjorts inuti byggnaden är inte klarlagt. Ändå kan den konstateras vara en för svenska förhållanden ovanligt välbevarad medeltida klosterbyggnad, som har fått utstå färre ingrepp än sina motsvargiheter i Vadstena och Ystad.

### Stallet
Häststallets äldsta delar tycks vara de östra, där murverket eventuellt kan gå ända tillbaka till 1200-talet. Senare har det förlängts med ca 25 meter åt väster, sannolikt på 1400-talet. På en teckning från ca 1750 är det högre än i dag; antagligen har övervåningen vid en senare tidpunkt skadats i en brand.

### Magasinet
Magasinet ligger på ungefär samma plats som en av de förmodade ursprungliga stenlängorna från 1000-talet. På grund av magasinets läge har eventuella grundmurar till denna länga inte kunnat efterforskas. Strax öster om magasinet upptäcktes medeltida grundmurar år 1936 i samband med installation av centralvärme i Dalby kyrka. Dessa murar finns till beskådande i källaren till Dalby kungsgårds så kallade brygghus, som nu står på platsen, men har aldrig blivit ingående studerade och tolkade. Om magasinets ålder finns skilda åsikter, på grund av att murarna utgörs av blandat stenmaterial där det är svårt att veta vad som är ursprungligt och vad som är sekundärt. Att det är en i huvudsak medeltida byggnad tycks alla vara ense om.

### Klostergården
Öster om den bevarade klosterlängan finns en öppen gård. Ursprungligen var den klostrets innergård, omsluten av klosterbyggnader på tre sidor och kyrkan på den fjärde. På en karta från 1748 benämns platsen Kryddehagen. På 1940-talet gjordes den om till en "klosterträdgård" efter ritningar av Emma och Erik Lundberg.

## Klostrets närmaste omgivningar
Omedelbart norr om Dalby kungsgårds byggnader syns på 1748 års karta ett inhägnat område som kallas Norra Lyckan. Möjligen befann sig klostrets köksträdgård där. Klostertomten verkar ha omgärdats av en mur och ett brett dike. Ett ca 6,0–6,5 meter brett och minst 1 meter djupt dike påvisades nämligen 1968 omedelbart utanför kyrkogårdens östra ingång, ca 70 meter öster om Dalby kyrka, och på dikets västra sida konstaterades stenar som kan ha utgjort fundament till en mur. Liknande tomtavgränsningar har funnits vid flera danska kloster och några är ännu delvis bevarade, t.ex. vid Sorø kloster på Själland.  Äldre kartor visar att den omgivande byn har bestått av två tydliga delar, en norr om klostret och en öster därom. Anders Andrén har framkastat hypotesen att den norra bydelen på medeltiden var en torgby, dvs. en liten ort för handel och hantverk. Möjligen präglades mynt i denna by redan på 1080-talet.

## Dalby hage
Dalby hage, belägen en kilometer nordväst om Dalby kyrka, består av tre delar: Dalby Norreskog, Dalby Söderskog och en betesslätt där emellan. I Dalby Söderskog finns en 1650 meter lång jordvall med vallgrav utanför som omsluter ett 18 hektar stort område. Mycket tyder på att det inhägnade området en gång fungerade som jaktpark. När denna park i så fall skapades är inte klarlagt, men liknande anläggningar fanns i anslutning till politiska centra i Tyskland och Frankrike redan från 800-talet.